# Jean Dewever
Jean Georges Lucien Dewever, né le 3 décembre 1927 dans le 14e arrondissement de Paris et mort le 21 avril 2010 dans le 10e arrondissement de Paris, est un réalisateur et scénariste français.

## Biographie
Il est inhumé depuis le 28 avril 2010 au cimetière de Louroux-Bourbonnais (Allier).

## Filmographie

### Réalisateur
- 1955 : La Crise du logement (court métrage)
- 1958 : Au bois Piget (court métrage)
- 1958 : Des logis et des hommes (court métrage)
- 1960 : Les Honneurs de la guerre
- 1960 : Contrastes (court métrage)
- 1966 : Allô Police (série télévisée)
- 1966 : À quoi rêvent les petites filles (court métrage)
- 1967 : Salle n°8 (feuilleton TV)
- 1967 : Le Monde parallèle (série télévisée)
- 1969 : Les Oiseaux rares (feuilleton TV)
- 1971 : Les Jambes en l'air
- 1973 : George Dandin (TV)
- 1973 : Le Ballot (TV), 16 mm couleur 1 h 40
- 1974 : Mon propre meurtre (TV)
- 1978 : Ulysse est revenu (TV)
- 1980 : L'imaginaire en campagnes (série TV)
- 1981 : Jules Ferry, Les Roses (TV, Fr 3)
- 1983 : La Route inconnue (série télévisée)

### Assistant réalisateur
- 1951 : Le Voyage en Amérique d'Henri Lavorel
- 1952 : La Loterie du bonheur de Jean Gehret
- 1953 : Au diable la vertu de Jean Laviron
- 1953 : Légère et court vêtue de Jean Laviron
- 1954 : Votre dévoué Blake de Jean Laviron
- 1957 : Bonjour Toubib de Louis Cuny
- 1955 : Les héros sont fatigués d'Yves Ciampi
- 1958 : Les Bijoutiers du clair de lune de Roger Vadim
- 1958 : Me and the Colonel de Peter Glenville

### Acteur
- 1964 : La Vie à l'envers d'Alain Jessua : le maire
- 1967 : Jeu de massacre d'Alain Jessua
- 1970 : Heureux qui comme Ulysse d'Henri Colpi : un homme aux arènes d'Arles